# Maurice-Henri de Nassau-Hadamar
Maurice-Henri, prince de Nassau-Hadamar (23 avril 1626 à Hadamar – 24 janvier 1679 à Hadamar) — après que son père — le deuxième chef de la jeune lignée de Nassau-Hadamar, branche de la Maison de Nassau.

## Famille
Maurice Henri est né le 23 avril 1626 à Hadamar, fils du prince Jean-Louis de Nassau-Hadamar et sa femme Ursule, la fille du comte Simon VI de Lippe.

## La politique de constructions
Maurice Henri continue le développement de la ville de Hadamar que son père a commencé. Il est particulièrement impliqué dans le développement de l'infrastructure civile de l'ordre public, de la santé et des services sociaux. Contrairement à son père, il n'a pas d'influence sur les principautés voisines.
Le 17 juillet 1663, il poursuit officiellement la construction de l'Hôpital Sainte-Elisabeth et de la partie supérieure de la Place du Marché, pour lequel son père a jeté les bases. Le bâtiment est achevé le 21 novembre 1663.

## La religion
Après que son père s'est converti au catholicisme, Maurice Henry est élevé dans la religion catholique et il soutient la Contre-Réforme à Hadamar. Il est également responsable de la construction, entre 1658 et 1666, de l'église des Franciscains à l'endroit où l'église de Saint-Gilles a été démolie. La famille princière a une crypte au-dessous du chœur de cette église; la première inhumation a lieu en mai 1661.
Dans la seconde moitié de 1675, il construit la chapelle octogonale d'Herzenberg, qui devient plus tard le chœur de l'église d'Herzenberg.

## Mariages et descendance
Maurice Henri se marie trois fois et est le père de 13 enfants.
Son premier mariage a lieu le 30 janvier 1650 à Siegen avec sa cousine Ernestine-Charlotte de Nassau-Siegen (de) (23 octobre 1623 – 15 août 1668 à Hadamar), la fille du comte Jean VIII de Nassau-Siegen. Ils ont les enfants suivants:
- Ernestine Ludovika (17 février 1651 à Hadamar – 29 mai 1661 à Hadamar)
- Jean-Herman Lamoral François (21 janvier 1653 à Hadamar – 18 février 1654 à Hadamar)
- Charles Philippe (15 mai 1656 à Hadamar – 22 juillet 1661 à Oirschot)
- François Caspar Otto (29 novembre 1658 à Hadamar – 24 février 1659 à Hadamar)
- Claude-Françoise de Nassau-Hadamar (de) (6 juin 1660 à Hadamar – 6 mars 1680 à Neustadt an der Waldnaab), mariée le 18 juillet 1677 à Hadamar avec le prince Ferdinand Auguste de Lobkowitz (7 septembre 1655 – 3 octobre 1715)
- Maximilien Auguste Adolphe (19 octobre 1662 à Hadamar – 26 mai 1663 à Hadamar)

De son deuxième mariage le 12 août 1669 à Siegen avec Marie Léopoldine (1652 – 27 juin 1675) fille du comte Jean-François Desideratus de Nassau-Siegen et une nièce de sa première épouse. Ils ont les enfants suivants:
- Léopold François Ignace (26 septembre 1672 à Hadamar – 19 juillet 1675 à Hadamar)
- François Alexandre (27 janvier 1674 à Hadamar – 27 mai 1711 à Hadamar), qui succède à Maurice Henri en tant que prince de Nassau-Hadamar
- Hugues Lothar Lamorald Auguste (4 avril 1675 à Hadamar – 24 juin 1675 à Hadamar)

Son troisième mariage est le 24 octobre 1675 à Hachenburg avec Anne-Louise (11 avril 1654 à Hachenbourg – 23 avril 1692 à Hadamar), la fille aînée du comte Salentin Ernest de Manderscheid-Blankenheim. Ils ont les enfants suivants:
- Damian Salomon Salentin (24 juillet 1676 à Hadamar – 18 octobre 1676 à Hadamar)
- Guillaume Bernard Louis (25 mai 1677 à Hadamar – 3 octobre 1677 à Hadamar)
- Hugues Ferdinand Léonor Auguste (22 mai 1678 à Hadamar – 16 avril 1679 à Hadamar)
- Albertine Jeannette Françoise Catherine (6 juillet 1679 à Hadamar – 24 avril 1716 à Anholt), mariée le 20 juillet 1700 à Anholt avec Othon-Louis de Salm-Neufville (d. 23 novembre 1738)